# Liste der Bodendenkmale in Böhme (Niedersachsen)
In der Liste der Bodendenkmale in Böhme sind alle Bodendenkmale der niedersächsischen Gemeinde Böhme (Niedersachsen) aufgelistet. Die Quelle ist der Denkmalatlas Niedersachsen. 
Der Stand der Liste ist der 17. November 2024.
Allgemein

Böhme im Heidekreis

In den Spalten finden sich folgende Informationen des Bodendenkmales:
Lagegeographische Koordinaten
BezeichnungBezeichnung lt. Denkmalatlas
BeschreibungBeschreibung lt. Denkmalatlas
IDObjekt-ID
BildBild, ggf. zusätzlich mit Link zu weiteren Fotos im Medienarchiv Wikimedia Commons.

## Altenwahlingen
| Lage                        | Bezeichnung                  | Beschreibung | ID       | Bild |
| --------------------------- | ---------------------------- | --- | -------- | ---- |
| 52° 47′ 41″ N, 9° 26′ 40″ O | Altenwahlingen 26, Grabhügel | Durchmesser ca. 21 m und Höhe ca. 1 m, in der Mitte eine flache Einsenkung. Nordteil durch Straße zerstört, Südrand schwach abgesetzt. | 34825149 | BW   |

### Altenwahlingen 16
- ID:34826087
- Gruppe von fünf Grabhügeln mit 10 – 13 m Durchmesser und 0,4 – 1,3 m Höhe.

| Lage                        | Bezeichnung       | Beschreibung                                                            | ID       | Bild |
| --------------------------- | ----------------- | ----------------------------------------------------------------------- | -------- | ---- |
| 52° 47′ 41″ N, 9° 26′ 53″ O | Altenwahlingen 16 | Durchmesser ca. 13 m und Höhe ca. 0,6 m.                                | 34824945 | BW   |
| 52° 47′ 42″ N, 9° 26′ 50″ O | Altenwahlingen 17 | Durchmesser ca. 14 m und Höhe ca. 0,7 m.                                | 34825048 | BW   |
| 52° 47′ 42″ N, 9° 26′ 49″ O | Altenwahlingen 18 | Durchmesser ca. 12 m und Höhe ca. 0,4 m.                                | 34825049 | BW   |
| 52° 47′ 42″ N, 9° 26′ 56″ O | Altenwahlingen 33 | Durchmesser ca. 16 m und Höhe ca. 1,3 m, mit abgesetztem Rand.          | 34825340 | BW   |
| 52° 47′ 41″ N, 9° 26′ 55″ O | Altenwahlingen 34 | Durchmesser ca. 13 m und Höhe ca. 0,8 m, mit deutlich abgesetztem Rand. | 34825341 | BW   |

## Bierde
| Lage                        | Bezeichnung          | Beschreibung | ID       | Bild           |
| --------------------------- | -------------------- | --- | -------- | -------------- |
| 52° 47′ 15″ N, 9° 29′ 30″ O | Bierde 3, Grabhügel  | Durchmesser ca. 17 m und Höhe ca. 0,8 m, südöstlicher Rand von einer alten Sandentnahmestelle angeschnitten. | 34826007 | BW             |
| 52° 47′ 12″ N, 9° 29′ 14″ O | Bierde 7, Grabhügel  | Durchmesser ca. 17 m und Höhe ca. 1 m, mit abgesetztem Rand. | 34826103 | BW             |
| 52° 46′ 42″ N, 9° 30′ 16″ O | Bierde 12, Burg      | Obertägig erhalten ist von der Burg Bierde der östliche und südliche Teil auf einer Fläche von ca. 180 zu 140 m. Im Zentrum der Anlage ein eindrucksvoller, jetzt hakenförmiger, nach Westen offener Erdwall mit bis 17 m Basisbreite und bis 2,5 m Höhe. Der äußerste nordöstlich Teil dieses Walles ist von Tierbauten zerwühlt und offenbar zum Teil abgetragen, so dass die ursprüngliche Form eher rechteckig gewesen sein dürfte. Nach Osten folgen 3 Wälle von bis 1,8 m Höhe und 10 m Basisbreite und zwei Gräben von ca. 5 m Br. und 0,5 m Tiefe, vor den beiden äußersten Wällen eine 15 m breite Berme. Im Südosten sind äußere Wälle und Gräben auf ca. 15 – 25 m Länge unterbrochen. Im Süden folgen auf den inneren Wall ebenfalls 3 Wälle (Basisbr. ca. 8 m, H. bis 1,2 m) und 2 Gräben (Br. ca. 4 m, T. 0,5 m) unmittelbar hintereinander, eine Berme fehlt dort. Der äußere südl. Wall setzt sich in südwestl. Richtung über einen Waldweg hinaus noch etwa 35 m weit fort, die Höhe beträgt hier noch ca. 0,7 m. Der gesamte westliche und nördliche Teil der Anlage ist obertägig zerstört. | 34826104 | Weitere Bilder |
| 52° 48′ 10″ N, 9° 31′ 27″ O | Bierde 22, Grabhügel | Durchmesser ca. 16 m und Höhe ca. 1 m, gleichmäßig gewölbt. Rand schwach abgesetzt. Östlicher Bereich von ca. 2 m breiter Schneise durchschnitten. | 34820548 | BW             |
| 52° 47′ 9″ N, 9° 32′ 32″ O  | Bierde 43, Sandfang  | Wall auf ca. 230 m Länge erhalten, mit kleineren Unterbrechungen. Breite im Südwestteil ca. 8 m, Höhe 0,8 m. Breite im Nordostteil 10 m, Höhe bis 1,3 m. Am Südwest- und Nordostende jeweils flach auslaufend. Die Reste eines (ehemals bepflanzten) Sandfanges, der die Ackerflächen des Dorfes Hellberg gegen Überwehung aus den großen westlich und nordwestlich gelegenen Heideflächen schützen sollte. | 34820727 | BW             |
| 52° 47′ 34″ N, 9° 32′ 7″ O  | Bierde 46, Umwallung | Erdwall, bis ca. 0,7 m Höhe und 2 m Basisbreite, eine rechteckige Fläche von ca. 130 × 70 m einhegend, außen sehr schwacher Entnahmegraben. Im Bereich der nordöstlichen Ecke auf 20 m Länge zerstört; an der südöstlichen Langseite auf ca. 40 m. | 35996452 | BW             |

### Bierde 14
- ID:34822473
- Durch Neuaufforstung sind nur noch vier Grabhügel mit 8 – 15 m Durchmesser und 0,4 – 0,8 m Höhe verschliffen erhalten.

| Lage                       | Bezeichnung | Beschreibung | ID       | Bild |
| -------------------------- | ----------- | --- | -------- | ---- |
| 52° 48′ 1″ N, 9° 31′ 16″ O | Bierde 15   | Fläche ca. 11 × 17 m und Höhe ca. 0,8 m, Nordost-Südwest-orientiert. Nach Forstplanierungsarbeiten eine annähernd ovale Form.                                       | 34820402 | BW   |
| 52° 48′ 0″ N, 9° 31′ 15″ O | Bierde 17   | Fläche ca. 10 × 11 m und Höhe ca. 0,7 m, Nordost-Südwest-orientiert. Nach Forstplanierungsarbeiten eine annähernd ovale Form.                                       | 34820479 | BW   |
| 52° 48′ 2″ N, 9° 31′ 17″ O | Bierde 20   | Fläche ca. 10 × 11 m und Höhe ca. 0,4 m, Nordost-Südwest-orientiert. Nach Forstplanierungsarbeiten eine annähernd ovale Form.                                       | 34820546 | BW   |
| 52° 48′ 2″ N, 9° 31′ 18″ O | Bierde 21   | Fläche ca. 8 × 12 m und Höhe ca. 0,4 m, Nordost-Südwest-orientiert. Nach Forstplanierungsarbeiten eine annähernd ovale Form. Südwestrand von Rodungswall überdeckt. | 34820547 | BW   |

### Bierde 24
- ID:34822708
- Gruppe von sieben Grabhügeln.

| Lage                        | Bezeichnung | Beschreibung | ID       | Bild |
| --------------------------- | ----------- | --- | -------- | ---- |
| 52° 46′ 50″ N, 9° 32′ 59″ O | Bierde 24   | Durchmesser ca. 18 m und Höhe ca. 1 m, gleichmäßig gewölbt. | 34820630 | BW   |
| 52° 46′ 51″ N, 9° 32′ 56″ O | Bierde 25   | Durchmesser ca. 15 m und Höhe ca. 1,5 m, gleichmäßig hochgewölbt mit deutlich abgesetztem Rand.                                                                 | 34820631 | BW   |
| 52° 46′ 52″ N, 9° 32′ 52″ O | Bierde 26   | Durchmesser ca. 18 m und Höhe ca. 1,5 m, gleichmäßig gewölbt mit deutlich abgesetztem Rand.                                                                     | 34820632 | BW   |
| 52° 46′ 52″ N, 9° 32′ 49″ O | Bierde 27   | Durchmesser ca. 12 m und Höhe ca. 1 m, gleichmäßig gewölbt mit abgesetztem Rand im Westen und Norden, sonst allmählich auslaufend.                              | 34820712 | BW   |
| 52° 46′ 52″ N, 9° 32′ 47″ O | Bierde 28   | Durchmesser ca. 13 m und Höhe ca. 1 m, gleichmäßig gewölbt, im Westen abgesetzt, sonst allmählich auslaufend.                                                   | 34820713 | BW   |
| 52° 46′ 50″ N, 9° 32′ 49″ O | Bierde 29   | Durchmesser ca. 15 m und Höhe ca. 1 m, gleichmäßig gewölbt. | 34820714 | BW   |
| 52° 46′ 48″ N, 9° 32′ 55″ O | Bierde 30   | Durchmesser ca. 17 m und Höhe ca. 1 m, gleichmäßig gewölbt, am West- und Nordrand fast ohne Absatz in natürlichen Rand übergehend, sonst allmählich auslaufend. | 34820725 | BW   |

## Böhme
| Lage                        | Bezeichnung         | Beschreibung | ID       | Bild |
| --------------------------- | ------------------- | --- | -------- | ---- |
| 52° 47′ 21″ N, 9° 28′ 3″ O  | Böhme 7, Grabhügel  | Durchmesser ca. 15 m und Höhe ca. 1,1 m, gleichmäßig gewölbt mit einzelnen, flachen Einsenkungen, Rand bis auf den West-Nord-Westteil abgesetzt. | 34825607 | BW   |
| 52° 47′ 30″ N, 9° 28′ 3″ O  | Böhme 10, Grabhügel | Durchmesser ca. 18 m und Höhe ca. 1 m, am westlichen Rand abgetragen.                                                                            | 34825626 | BW   |
| 52° 47′ 30″ N, 9° 27′ 22″ O | Böhme 13, Grabhügel | | 34825747 | BW   |
| 52° 47′ 30″ N, 9° 27′ 28″ O | Böhme 15, Grabhügel | Durchmesser ca. 13 m und Höhe ca. 0,8 m, gleichmäßig gewölbt mit schwach abgesetztem Rand.                                                       | 34825749 | BW   |
| 52° 47′ 54″ N, 9° 27′ 13″ O | Böhme 18, Grabhügel | Durchmesser ca. 15 m und Höhe ca. 1 m, gleichmäßig gewölbt.                                                                                      | 34825810 | BW   |